# Vincenzo Bertolone
Vincenzo Bertolone,  S.d.P., né le 17 novembre 1946 à San Biagio Platani, en Sicile, Italie) est un archevêque italien, archevêque émérite de Catanzaro-Squillace.

## Biographie
Né à San Biagio Platani, petite municipalité de 3 500 habitants, le 17 novembre 1946, il est ordonné prêtre dans la congrégation des Missionnaires serviteurs des pauvres le 17 mai 1975.
De juin 2004 à mars 2007, il occupe la fonction de sous-secrétaire de la Congrégation pour les instituts de vie consacrée et les sociétés de vie apostolique.
Le 10 mars 2007, il est nommé par le pape Benoît XVI évêque de Cassano allo Ionio et consacré le 3 mai suivant par le cardinal Tarcisio Bertone.
Nommé archevêque de Catanzaro-Squillace le 25 mars 2011, il fait son entrée solennelle le 29 mai.
Le pape François accepte sa démission pour raison d'âge le 15 septembre 2021, deux mois avant ses 75 ans.

### Devise épiscopale
- « Humiliter in lumine vultus tui ».
- « Humblement dans la lumière de ton visage ».